# غرفة تجارة وصناعة الشارقة
تاسست غرفة تجارة وصناعة الشارقة بمرسومِ أميري صدر في عام 1970 لصاحب السمو الشيخ الدكتور سلطان بن محمد القاسمي عضو المجلس الأعلى للاتحاد- دولة الإمارات العربية المتحدة - حاكم امارة الشارقة وهدفها أن تشارك في تَنظيم الحياةِ الاقتصادية ودعم التجارة والقطاعات الصناعية ومختلف المهن على كل المستويات بالتعاون مع الجهات المحليّة المعنية لتحقيق المصلحة العليا للبلاد.
عملت غرفة الشارقة على ضْم الشركات والمؤسسات المحلية والاجنبية واشراكهم في انشطتها المختلفة حسب حاجتهم ورعاية مصالحهم وتوسيع دورهم في تحقيق التنمية الاقتصاديةَ الشاملة للإمارات العربية المتحدة.
ومع التطور الطبيعي للانشطة التجارية والاقتصادية والتقدم الذي شهدته البلاد كان لابد من تطوير قانونها فصدر القانون الجديد للغرفة في عام 2003 ليتضمن اللوائح والتعليمات بالإضافة إلى الهياكل القانونية لإنجاز أهداف الغرفة
توسعت خدمات غرفة تجارة وصناعة الشارقة لكي تتضمن كل مدن الإمارة.فبالإضافة إلى المكتب الرئيسي واربعة مكاتب في مقار الدائرة الاقتصادية الاثنين في مدينة الشارقة والمنطقة الحرة بالحمرية والمنطقة الحرة بمطار الشارقة الدولي للغرفة أربعة فروع رئيسية أخرى في كلا من مدينة خورفكان ومدينة كلباء ومدينة الذيد ومدينة دبا الحصن.
غرفة تجارة وصناعة الشارقة تعمل بالتعاون مع الجهات الحكومية وغرف التجارة والصناعة الأخرى في البلاد، واتحاد غرف التجارة والصناعة لدولة الإمارات العربية المتحدة على تسهيل الاتصالات والتعاون بالمجتمع الخارجي على المستوى العربي والدولي بهدف إنجاز أهداف الأعضاء والارتقاء بالأداء الاقتصادي إلى مستويات أعلى.
بينما تدخل غرفة تجارة وصناعة الشارقة عقدها الرابع من العمل، تشعر بالفخر ازاء الإنجازات التي حققتها حتى الآن، أخذت الغرفة دورا في تنظيم الشئون المهنية والصناعية والتجارية وقدمت الاقتراحات والمشاريع الاقتصادية لكي تسمو بالاقتصاد، إضافة إلى أن كونها لاعب رئيسي في جمع البيانات والإحصائيات ودراسة الطرق التي ترتفع بالنشاطات الاقتصادية لأبعد الحدود.
يمتد دور الغرفة لحماية مصالح أعضائه وتقديمهم إلى نظرائهم التجاريين داخل وخارج الإمارات العربية المتحدة، بالإضافة إلى تسهيل صفقاتهم. كما تتضمن نشاطاتها انجاز المعاملات واصدار شهادات المنشا والتوثيق وحل النزاعات التجارية بالوسائل الودية إضافة إلى ذلك أخذت على عاتقها المساهمة في وضع معايير ممارسة النشاط التجاري بالشارقة والدولة، وكذلك الاستعانة بالخبراء والمتخصصين لدراسة القضايا التجارية والصناعية ووتنظيم والمشاركة في المؤتمرات والمعارض في جميع أنحاء العالم. كما تتلقى غرفة تجارة وصناعة الشارقة وفود اقتصادية وترسل الوفود والبعثات الاقتصادية إلى البلدان الأخرى لتعزيز التعاون معها وفتح أسواق الخارجية وعقد الاتفاقيات الاقتصادية، بالإضافة إلى افتتاح مراكز ومعارض تجارية في عدد من هذه الدولة.

## جائزة الشارقة للتميز الاقتصادي
وتشرف الغرفة على إدارة جائزة الشارقة للتميز الاقتصادي وهي برنامج الغرفة لتحفيز القطاع الخاص على استخدام أفضل ممارسات الجودة، وتعد الجائزة رمزاً يجسد تقدير الشارقة للدور المؤثر والإيجابي لنخبة المؤسسات الاقتصادية التي أبرزت إبداعاً في مناهجها الإدارية وجعلت من الجودة والتميز هدفاً لخدماتها ونشاطاتها
وتتلخص اهذاف الجائزة فيما يلي:
.التعرف على إنجازات المنشآت التي أظهرت كشركات ومؤسسات مرشحة في المراحل النهائية بأنها تدير أعمالها كمنشآت استثمارية ناجحة باحترافية وجودة عاليتين ولديها نظرة مستقبلية للنجاح المتواصل.
.توصيل المعايير القيادية التي يمكن أن تساعد أية منشأة في مجتمع أعمال الشارقة لتقييم وتطوير فعاليتها.
.تشجيع كافة المنشآت المشاركة خاصة تلك التي بلغت المراحل النهائية والفائزة لمشاركة أفضل الممارسات.
القيم

## المؤسسات النوعية التابعة لغرفة تجارة وصناعة الشارقة
لغرفة الشارقة عدد من المؤسسات النوعية التابعة وهي
مركز اكسبو الشارقة (هيئة تنظيم المعارض للغرفة)
النادي التجاري العالمي
مجلس سيدات الأعمال بالشارقة
مركز الشارقة للتحكيم التجاري الدولي
مركز الشارقة للتدريب والتطوير
إضافة إلى اشرافها على معهد الشارقة للتكنولوجيا

## تعزيز العلاقة الأقليمية
بحثت غرفة تجارة وصناعة الشارقة مع جمعية مراكز التجارة العالمية في الشرق الأوسط، سبل تعزيز التعاون الاستراتيجي بهدف دعم نمو وتطور قطاع المعارض في المنطقة، وتمكينه من أداء دور محوري في دفع عجلة التنمية الاقتصادية وتنمية فرص التواصل بين مجتمعات الأعمال وتعزيز حركة التجارة الدولية والاستثمار.
جاء ذلك خلال استقبال سعادة عبد الله سلطان العويس، رئيس مجلس إدارة غرفة تجارة وصناعة الشارقة، رئيس مجلس إدارة مركز إكسبو الشارقة، لعدد من أعضاء الجمعية، بحضور سعادة سيف محمد المدفع، الرئيس التنفيذي لمركز إكسبو الشارقة، عضو المجلس الاستشاري للمؤjمرات والمعارض التابع لجمعية مراكز التجارة العالمية، وسعادة محمد جمعة المشرخ، المدير التنفيذي لمكتب الشارقة للاستثمار الأجنبي المباشر "استثمر في الشارقة"، وعدد من المسؤولين من غرفة الشارقة وإكسبو الشارقة.

### مشاريع مستقبلية
وشهد اللقاء مناقشة مجموعة من المبادرات والمشاريع المستقبلية التي تهدف إلى تنظيم فعاليات مشتركة ومعارض متخصصة، إلى جانب إقامة برامج تدريبية وورش عمل لتعزيز الكفاءات البشرية العاملة في هذا القطاع، وتطوير البنية التحتية الرقمية لمراكز المعارض لتواكب التحولات العالمية وتسهم في ترسيخ دورها كمنصات للابتكار والتواصل بين الأسواق العالمية.

### تأكيد لتطلعات الإمارة
وأكد سعادة عبد الله سلطان العويس، أن عقد هذا اللقاء يأتي في إطار الجهود الرائدة التي تبذلها غرفة تجارة وصناعة الشارقة ومركز إكسبو الشارقة، والهادفة إلى الإسهام بدور أساسي في ترسيخ مكانة الإمارة كمركز عالمي للمعارض والتجارة والخدمات اللوجستية، مضيفًا أن قطاع المعارض يشهد نمواً مستمراً في إمارة الشارقة، ويلعب دور مهم في تعزيز المشهد الاقتصادي للإمارة ودعم نمو الأعمال واستدامتها وتمكين الشركات المحلية من التوسع دوليًا وجذب استثمارات نوعية تدعم مسيرة التنويع الاقتصادي.

### شراكة استراتيجية
من جانبه، أشار سعادة سيف محمد المدفع إلى أن جمعية مراكز التجارة العالمية تمثل شريكاً استراتيجياً لمركز إكسبو الشارقة في تحقيق النمو المستدام لصناعة المعارض والتعاون لفتح آفاق عالمية جديدة لهذا القطاع من خلال تعزيز الابتكار وتبادل الخبرات وأفضل الممارسات، مؤكداً الأهمية المتزايدة لتعزيز التعاون بين مراكز التجارة في المنطقة لمواكبة التطورات العالمية والاستفادة من الفرص المتاحة، خاصة في قطاعات المعارض وسياحة الأعمال، والالتزام بدعم الشركات وتسهيل وصولها إلى الأسواق العالمية وتطوير بيئة الأعمال من خلال تبني أحدث التقنيات والحلول المبتكرة بما في ذلك الذكاء الاصطناعي لتعزيز القدرة التنافسية لقطاع المعارض في المنطقة.

### تجربة رائدة
فيما أعرب أعضاء جمعية مراكز التجارة العالمية عن تقديرهم لحفاوة الاستقبال وأهمية النقاشات التي شهدها اللقاء، مشيدين بتجربة دولة الإمارات بشكل عام وإمارة الشارقة بشكل خاص في صناعة المعارض وكيفية تطورها خلال السنوات الماضية، مثمنين الدور المهم الذي يلعبه مركز إكسبو الشارقة في دعم جهود الشركات والمؤسسات في الترويج لمنتجاتها وصناعاتها عبر المعارض الدولية المتخصصة التي ينظمها والتي من أبرزها معرض الشرق الأوسط للساعات والمجوهرات ومعرض صناعة الحديد والصلب "ستيل فاب".
الموقع الرسمي لغرفة تجارة وصناعة الشارقة